# Ахтям Ихсан
Ахтям Ихсан (наст. имя — Ахтям Сулейманович Ихсанов; баш. Әхтәм Ихсан, Әхтәм Сөләймән улы Ихсанов; 16 декабря 1908 года — 22 сентября 1992 года) — башкирский поэт, переводчик. Член Союза писателей Башкирской АССР (1935).

## Биография
Родился 16 декабря 1908 года в деревне Ибраево Оренбургского уезда Оренбургской губернии.
С 1929 года работал в газете «Башҡортостан йәштәре», а с 1930 года — в газете «Коммуна».
В 1932—1933 гг. был сотрудником Уфимской радиовещательной компании.
В 1933—1935 гг. учился в Башкирском педагогическом институте имени К. А. Тимирязева (ныне Уфимский университет науки и технологий).
С 1937 года работал заведующим отделом газеты «Кызыл Башкортостан».
Участник Великой Отечественной войны. Служил в составе 112-й Башкирской кавалерийской дивизии. Работал заместителем редактора дивизионной газеты «Ҡыҙыл атлылар» («Красные конники»).
В 1942—1945 гг. являлся заместителем редактора журнала «Пионер».
В 1947—1968 гг. работал в Комитете по радиовещанию и телевидению при Совете Министров Башкирской АССР, в то же время в 1955—1962 гг. был сотрудником редакции журнала «Башҡортостан ауыл хужалығы».

## Творческая деятельность
В 1930 году был издан первый поэтический сборник Ахтяма Ихсана под названием «Элеватор». После вышли другие книги писателя: «Хәйерле иртә» (1956; «Доброе утро»), «Минең шатлығым» (1968; «Моя радость»), «Күккә бейеккә» (1962; в русском переводе — «В высоту», 1970), а также документальные повести «Сакма тояҡ аттарҙа» (1966; «На огненных копытах») и другие произведения.
Ахтямом Ихсаном были осуществлены переводы на башкирский язык произведений В. Г. Губарева, А. И. Куприна, С. В. Михалкова и других писателей.

## Книги
- Ҡайын янында: шиғырҙар. Өфө, 1968.